# Jamal Al-Qabendi
Jamal Al-Qabendi (Kazmi, Kuwait; 7 de abril de 1959 – 13 de abril de 2021) fue un futbolista y entrenador de fútbol de Kuwait que jugó en la posición de defensa.

## Carrera

### Club
Jugó toda su carrera con el Kazma SC de 1976 a 1990, con el que fue campeón nacional en dos ocasiones y ganó tres copas nacionales y la Copa de Clubes Campeones del Golfo en 1987.

### Selección nacional
Jugó para Kuwait en 131 partidos entre 1979 y 1990 anotando 3 goles, participó en la Copa Mundial de Fútbol de 1982, en los Juegos Olímpicos de Moscú 1980, en tres ediciones de la Copa Asiática y en dos ediciones de los Juegos Asiáticos.

### Entrenador
Dirigió al Kazma SC en la temporada 2010.

## Muerte
Falleció el 13 de abril de 2021 por complicaciones con la diabetes.

## Logros

### Club
- Liga Premier de Kuwait: 2

1986, 1987
- Copa del Emir de Kuwait: 3

1982, 1984, 1990
- Copa de Clubes Campeones del Golfo: 1

1987

### Selección nacional
- Copa Asiática: 1

1980